# DMTN
DMTN (англ. Dematin actin binding protein) – білок, який кодується однойменним геном, розташованим у людей на короткому плечі 8-ї хромосоми. Довжина поліпептидного ланцюга білка становить 405 амінокислот, а молекулярна маса — 45 514.
| 10         |  | 20         |  | 30         |  | 40         |  | 50         |
| ---------- |  | ---------- |  | ---------- |  | ---------- |  | ---------- |
| MERLQKQPLT |  | SPGSVSPSRD |  | SSVPGSPSSI |  | VAKMDNQVLG |  | YKDLAAIPKD |
| KAILDIERPD |  | LMIYEPHFTY |  | SLLEHVELPR |  | SRERSLSPKS |  | TSPPPSPEVW |
| ADSRSPGIIS |  | QASAPRTTGT |  | PRTSLPHFHH |  | PETSRPDSNI |  | YKKPPIYKQR |
| ESVGGSPQTK |  | HLIEDLIIES |  | SKFPAAQPPD |  | PNQPAKIETD |  | YWPCPPSLAV |
| VETEWRKRKA |  | SRRGAEEEEE |  | EEDDDSGEEM |  | KALRERQREE |  | LSKVTSNLGK |
| MILKEEMEKS |  | LPIRRKTRSL |  | PDRTPFHTSL |  | HQGTSKSSSL |  | PAYGRTTLSR |
| LQSTEFSPSG |  | SETGSPGLQN |  | GEGQRGRMDR |  | GNSLPCVLEQ |  | KIYPYEMLVV |
| TNKGRTKLPP |  | GVDRMRLERH |  | LSAEDFSRVF |  | AMSPEEFGKL |  | ALWKRNELKK |
| KASLF      |  |            |  |            |  |            |  |            |

A: Аланін

C: Цистеїн

D: Аспарагінова кислота

E: Глутамінова кислота

F: Фенілаланін

G: Гліцин

H: Гістидин

I: Ізолейцин

K: Лізин

L: Лейцин

M: Метіонін

N: Аспарагін

P: Пролін

Q: Глутамін

R: Аргінін

S: Серин

T: Треонін

V: Валін

W: Триптофан

Кодований геном білок за функціями належить до кепінгів актину, фосфопротеїнів. 
Задіяний у такому біологічному процесі, як альтернативний сплайсинг. 
Білок має сайт для зв'язування з молекулою актину. 
Локалізований у клітинній мембрані, цитоплазмі, цитоскелеті, мембрані, клітинних відростках.